# 송 위다웃 엔드
《송 위다웃 엔드》(Song Without End)는 미국에서 제작된 조지 큐커 감독의 1960년 드라마 영화이다. 더크 보가드 등이 주연으로 출연하였고 윌리암 고에츠 등이 제작에 참여하였다.

## 줄거리
프란츠 리스트는 자녀들의 어머니인 마리 다구 백작부인과 함께 샤모니에 살고 있을 때, 프레데리크 쇼팽과 조르주 상드가 그를 방문한다. 그들은 그가 파리 (프랑스)를 떠난 이후 놓쳤던 모든 것들과 새로운 피아노 거장인 지기스문트 탈베르크가 관객들을 사로잡고 있다는 사실을 알려준다. 백작부인은 그가 은둔하여 작곡에 전념하기를 원한다. 그녀는 연주를 천박한 직업으로 여긴다.
리스트는 청중이 없는 것을 견디지 못하고 파리에서 연주회에 동의하는데, 이는 센세이션을 일으킨다. 청중 중에는 카롤리네 비트겐슈타인 공녀가 있었고, 리스트는 그녀에게 반한다. 그는 러시아로 가서 차르를 위해 연주한다. 그는 연주 경력을 재개하고 결혼한 공녀를 쫓으며 백작부인을 피한다.
리하르트 바그너는 공연 후 리스트에게 리엔치의 악보를 들고 접근한다. 리스트는 그를 무시하지만, 나중에 서곡의 리허설을 듣고 그의 음악의 옹호자가 된다. 작곡가가 체포 영장을 피해 도망쳐야 한 후, 리스트는 로엔그린의 초연을 바그너를 위해 맡기로 동의한다. 리스트는 탄호이저의 피날레를 지휘하는 모습이 나온다.
작곡가는 공녀와 불륜을 시작한다. 그녀는 남편에게 이혼을 요구한다. 이혼이 허락된 후 두 사람은 행복하게 결혼을 앞둔다. 교회가 공녀가 미성년자일 때 남편이 자신과 결혼했다고 거짓말한 것을 발견하자, 그들의 이혼을 막는다. 리스트는 자신의 재산을 자녀들에게 유증하고 수도원으로 은퇴한다.

## 출연

### 주연
- 더크 보가드
- 캐푸시느

### 조연
- 제네비에브 페이지
- 패트리샤 모리슨
- 이반 데스니

## 기타
- 의상: 진 루이스

## 같이 보기
- 리즈 (영화)